# Ken Darby
Kenneth Lorin "Ken" Darby (Hebron, Nebraska, Estats Units, 13 de maig de 1909 − Sherman Oaks, Los Angeles, Califòrnia, Estats Units, 24 de gener de 1992) va ser un compositor i actor estatunidenc. Va ser l'autor de la famosa "Love Me Tender" d'Elvis Presley. Va ser nominat sis vegades per l'Oscar a la millor banda sonora.

## Biografia
Nascut a Hebron, Nebraska, els seus pares eren Lorin Edward Darby i Clara Alice Powell. El grup coral de Ken Darby, The Ken Darby Singers, va cantar per a Bing Crosby en l'enregistrament dut a terme el 1942 per a Decca Records de la cançó "White Christmas". El grup també va cantar el 1940 al primer disc gravat amb cançons de la pel·lícula El màgic d'Oz una producció per a la qual havia treballat Darby. Tanmateix, aquest disc era un enregistrament d'estudi amb arranjaments diferents dels del film i, per tant, no una veritable banda sonora, malgrat que hi cantava Judy Garland. Darby també va actuar com a part d'un quartet vocal, "The King's Men", que va gravar diverses cançons amb l'orquestra de Paul Whiteman a mitjans de la dècada de 1930, sent els vocalistes del programa radiofònic Fibber McGee and Molly des de 1940 fins a 1953. Aquest grup també va col·laborar en les bandes sonores de diversos films de la MGM, entre ells El mag d'Oz i algunes produccions d'animació de Tom i Jerry.
Darby va ser compositor i supervisor de producció dels estudis Walt Disney Studios, i director coral i vocal de la pel·lícula de 1946 Song of the South. A les pel·lícules Els senyors prefereixen les rosses i There's No Business Like Show Business, Darby va ser professor de cant de Marilyn Monroe.
A més, va ser el compositor principal de l'èxit de 1956 d'Elvis Presley "Love Me Tender" pel film del mateix títol, però va donar els drets de la cançó a la seva esposa, Vera Matson, que és la que figura com a lletrista i compositora al costat d'Elvis Presley. El tema era una adaptació d'una cançó de l'època de la Guerra Civil dels Estats Units, "Aura Lea". Àvid seguidor del detectiu de Rex Stout Nero Wolfe, Darby va escriure una detallada biografia del personatge sota el títol de The Brownstone House of Nero Wolfe (1983).
Ken Darby va morir el 1992 a Sherman Oaks, Los Angeles, Califòrnia, mentre estava finalitzant la producció del seu últim llibre, Hollywood Holyland: The Filming and Scoring of 'The Greatest Story Ever Told (1992). Va ser enterrat al Cementiri Forest Lawn Memorial Park de Hollywood Hills.

## Filmografia[6]

### Compositor
- 1943: The Kansan: Cantant, King's Men Quartet
- 1946: Casey at the Bat
- 1950: The Brave Engineer
- 1951: Meet Me After the Show
- 1954: Little Toot
- 1956: The Adventures of Jim Bowie (sèrie TV)
- 1957: The Californians (sèrie TV)
- 1964: Daniel Boone (sèrie TV)
- 1968: The Night Before Christmas (TV)

### Actor
- 1939: Honolulu: Groucho 1
- 1939: The Renegade Trail: Rider (The King's Men)
- 1939: El màgic d'Oz (The Wizard of Oz) de Victor Fleming: Munchkinland Mayor (veu)
- 1939: Law of the Pampas: Cantant, The King's Men
- 1940: The Showdown: Rider (The King's Men)
- 1940: Stagecoach War: Rider (The King's Men)
- 1940: Knights of the Range: Cantant
- 1941: The Roundup: Músic / Cowhand
- 1941: La dona de les dues cares (Two-Faced Woman): Membre del trio del nightclub

## Premis i nominacions

### Premis
- 1957: Oscar a la millor banda sonora per The King and I
- 1959: Grammy al millor àlbum de banda sonora escrita per pel·lícula o televisió per Porgy and Bess
- 1960: Oscar a la millor banda sonora per Porgy and Bess
- 1968: Oscar a la millor banda sonora per Camelot

### Nominacions
- 1959: Oscar a la millor banda sonora per South Pacific
- 1962: Oscar a la millor banda sonora per Promeses sense promès
- 1964: Oscar a la millor banda sonora per La conquesta de l'Oest